# El Tejocote, San Felipe
El Tejocote är en ort i Mexiko.   Den ligger i kommunen San Felipe och delstaten Guanajuato, i den centrala delen av landet, 300 km nordväst om huvudstaden Mexico City. El Tejocote ligger 1 911 meter över havet och antalet invånare är 1 346.
Terrängen runt El Tejocote är kuperad åt sydost, men åt nordväst är den platt. Runt El Tejocote är det ganska glesbefolkat, med 24 invånare per kvadratkilometer. Närmaste större samhälle är Villa de Reyes, 14,2 km norr om El Tejocote. Omgivningarna runt El Tejocote är i huvudsak ett öppet busklandskap.